# Boraebong
Boraebong là núi nằm ở huyện Pyeongchang, Gangwon-do, Hàn Quốc. Nó cao 1.324,3 m (4.345 ft).